# كوريدابات (كانتون)
كوريدابات (بالإسبانية: Curridabat)‏ و هو اسم الكانتون الثامن عشر في محافظة سان خوسيه بكوستاريكا. وتبلغ مساحته حوالي 15.95 كم مربع.
ويقدر عدد سكانه حولي 72,564 نسمة (حسب إحصائيات 2010).
المدينة الرئيسة تدعي أيضا كورّيدابات. يعد هذا الكانتون من ضواحي العاصمة سان خوسه، ويمتد على الحافة الجنوبية الغربية للعاصمة. تم تأسيس هذا الكانتون قانونيا في 21 آب 1929.

## المقاطعات
يقسم الكانتون إلى أربع مقاطعات هي :
1. كورّيدابات
2. غراناديجا
3. سانشيس
4. تيرّاسيس